# Marta Dobosz
Marta Dobosz (ur. 16 maja 1959) – polska aktorka teatralna i filmowa.

## Życiorys
W 1983 roku ukończyła studia na PWST w Warszawie. Występowała w warszawskim Teatrze Studio.

## Filmografia (wybór)
- 1986: Boczny tor − Marzena
- 1990: Jan Kiliński
- 1990: Dom na głowie − mama Kasi (odc. 5)
- 1998: Gosia i Małgosia